# Melanchra graphica
Melanchra graphica är en fjärilsart som beskrevs av Geoffroy 1785. Melanchra graphica ingår i släktet Melanchra och familjen nattflyn. Inga underarter finns listade i Catalogue of Life.